# Troidini
Tribu
Les Troidini sont une tribu de lépidoptères (papillons) divisée en deux sous-tribus, 8 genres et 135 espèces.
Certaines espèces de ces papillons se nourrissent de plantes vénéneuses comme les aristoloches et deviennent à leur tour toxiques et d'un goût désagréable pour leurs possibles prédateurs (Pinheiro 1986). Ils sont imités par d'autres papillons qui leur ressemblent (Scott 1986).

## Dénomination
Cette tribu a été décrite par l'entomologiste anglais George Talbot en 1939.

## Taxinomie
Selon ITIS (1er avril 2024) :
- Sous-tribu des Battina

genre Battus Scopoli, 1777
- Sous-tribu des Troidina

genre Parides Hübner, 1819
Autres genres (à compléter) :
Atrophaneura Reakirt, 1865
Cressida Swainson, 1832
Pharmacophagus Haase, 1891
Troides Hübner, 1819

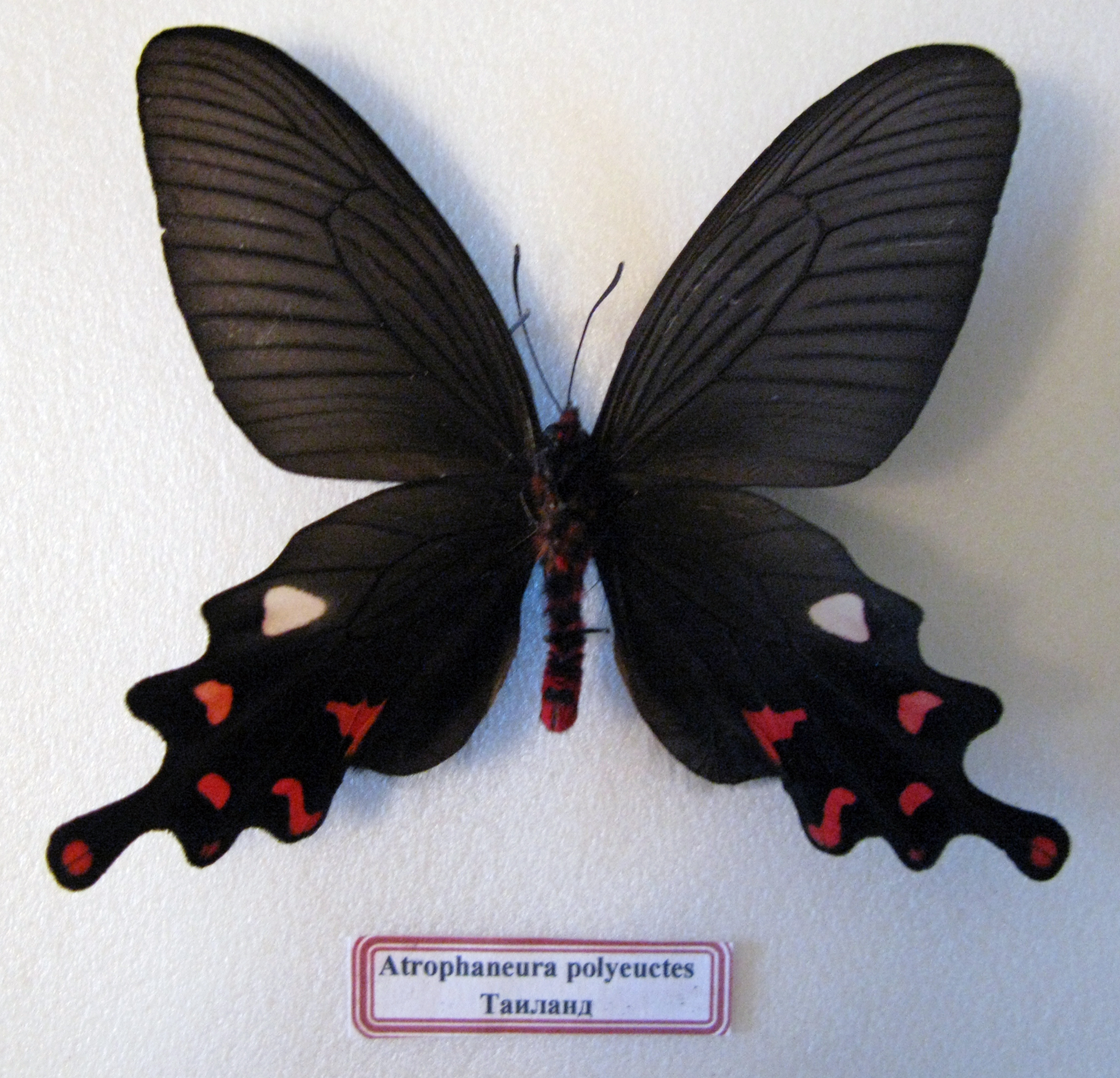
Atrophaneura polyeuctes
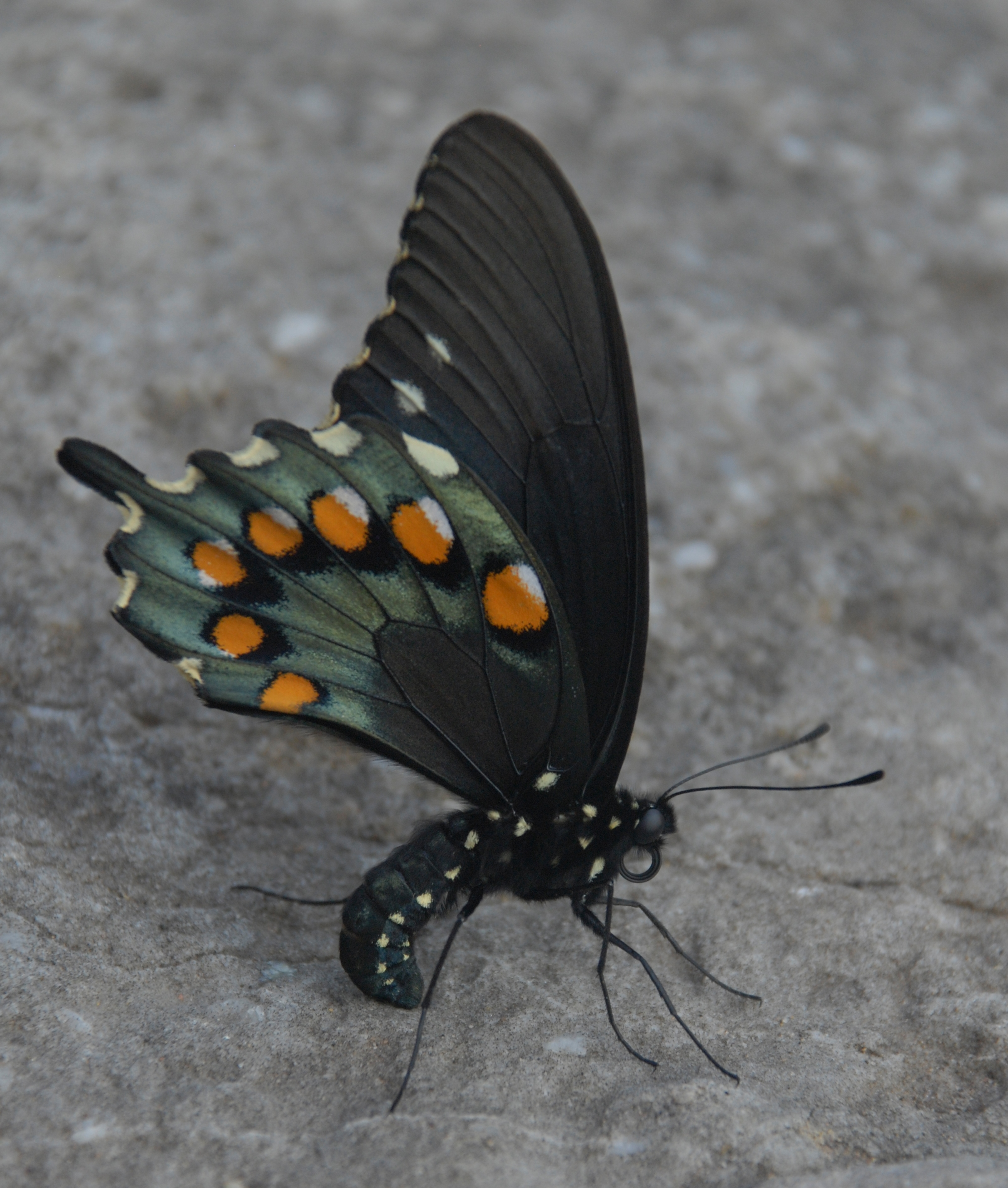
Battus philenor
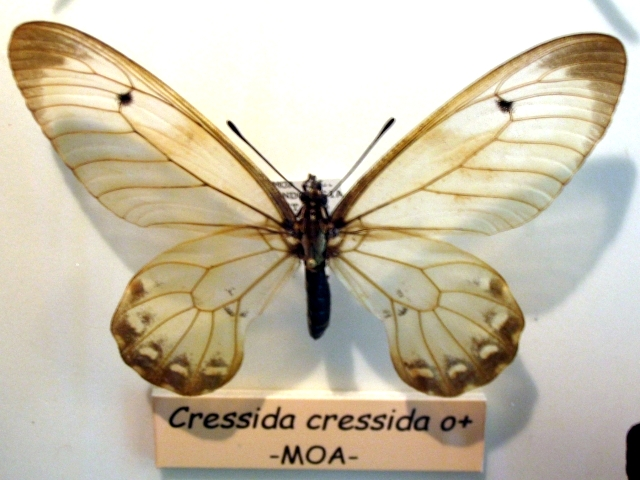
Cressida cressida
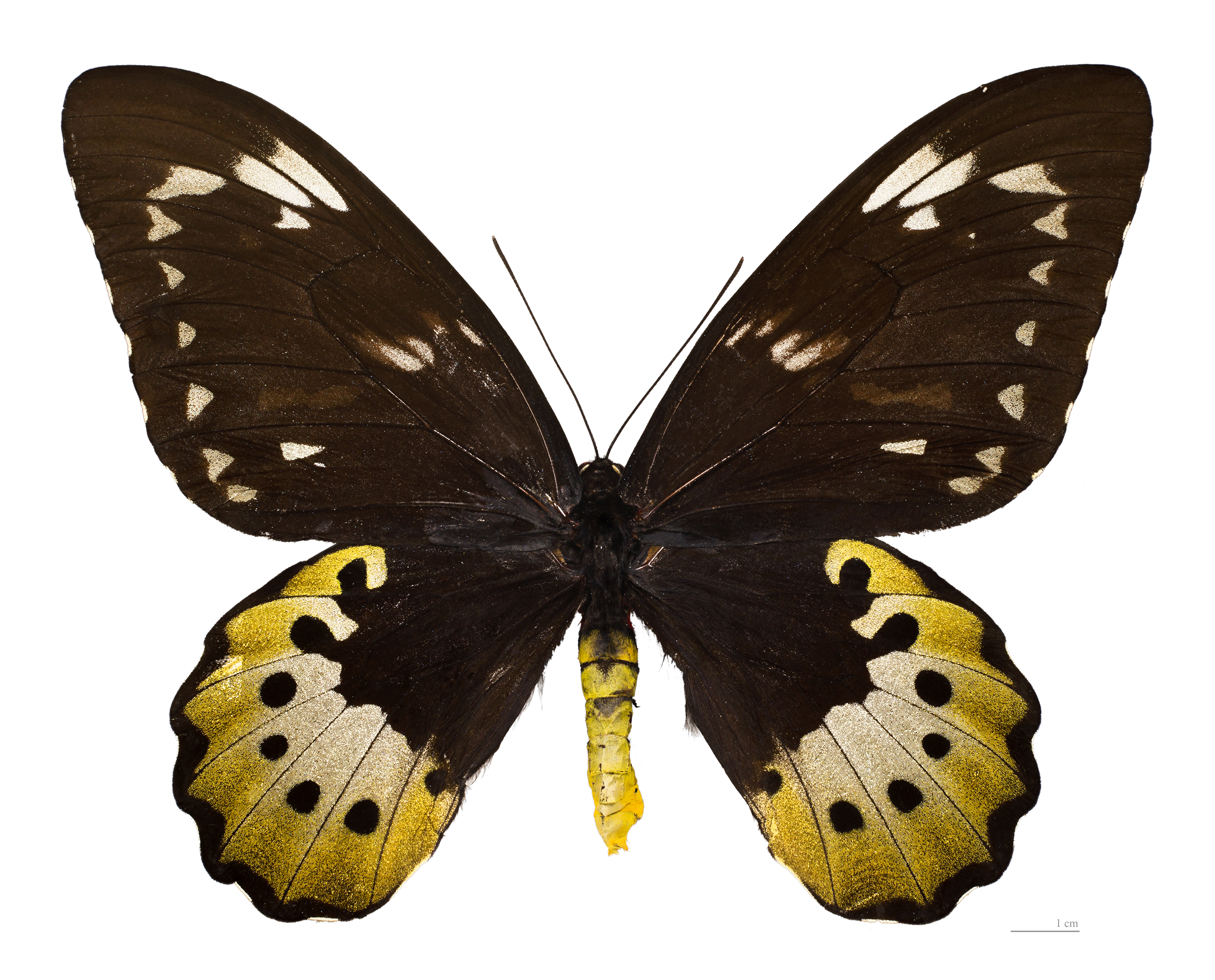
Troides goliath - MHNT
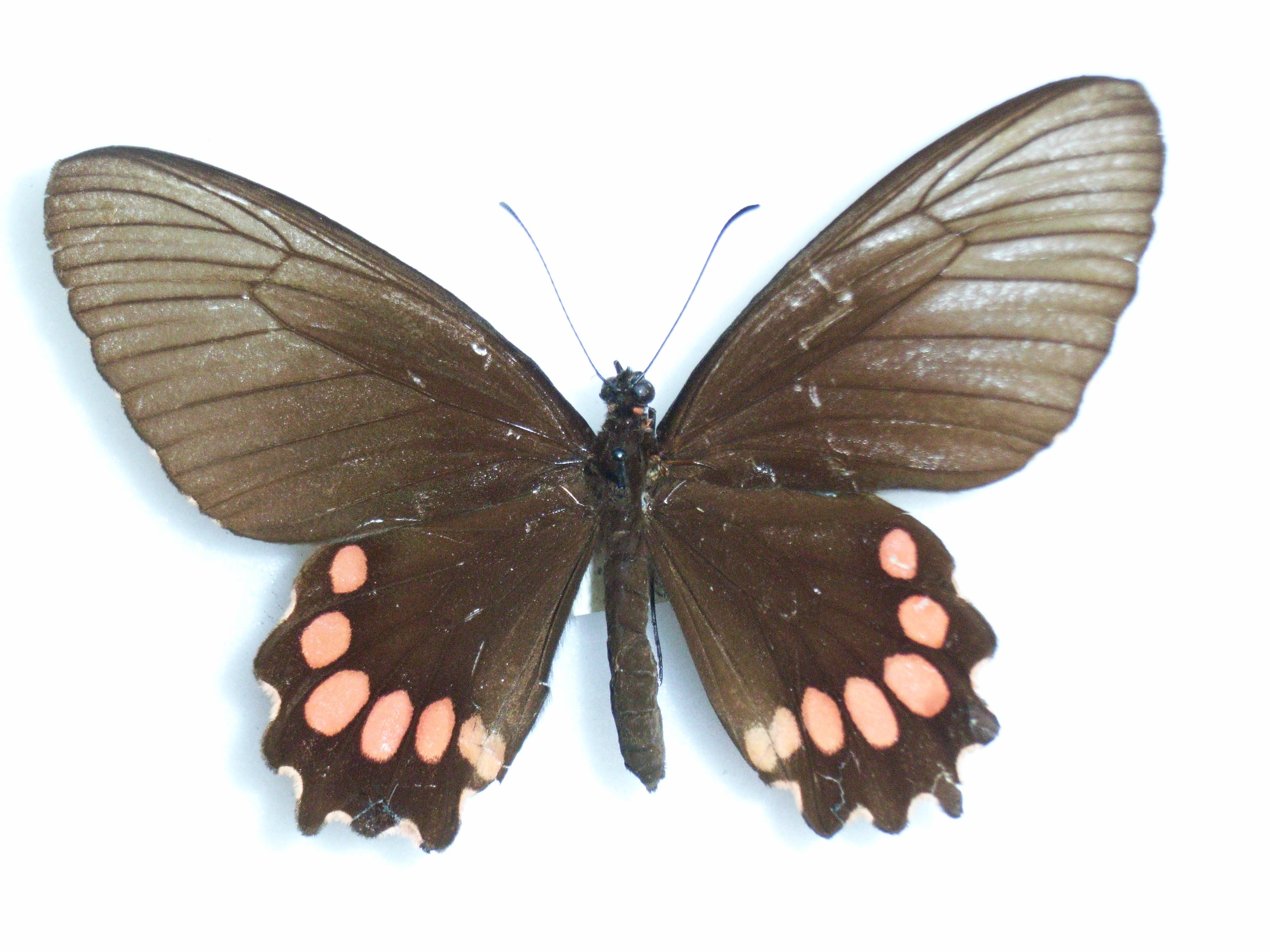
Parides panthonus
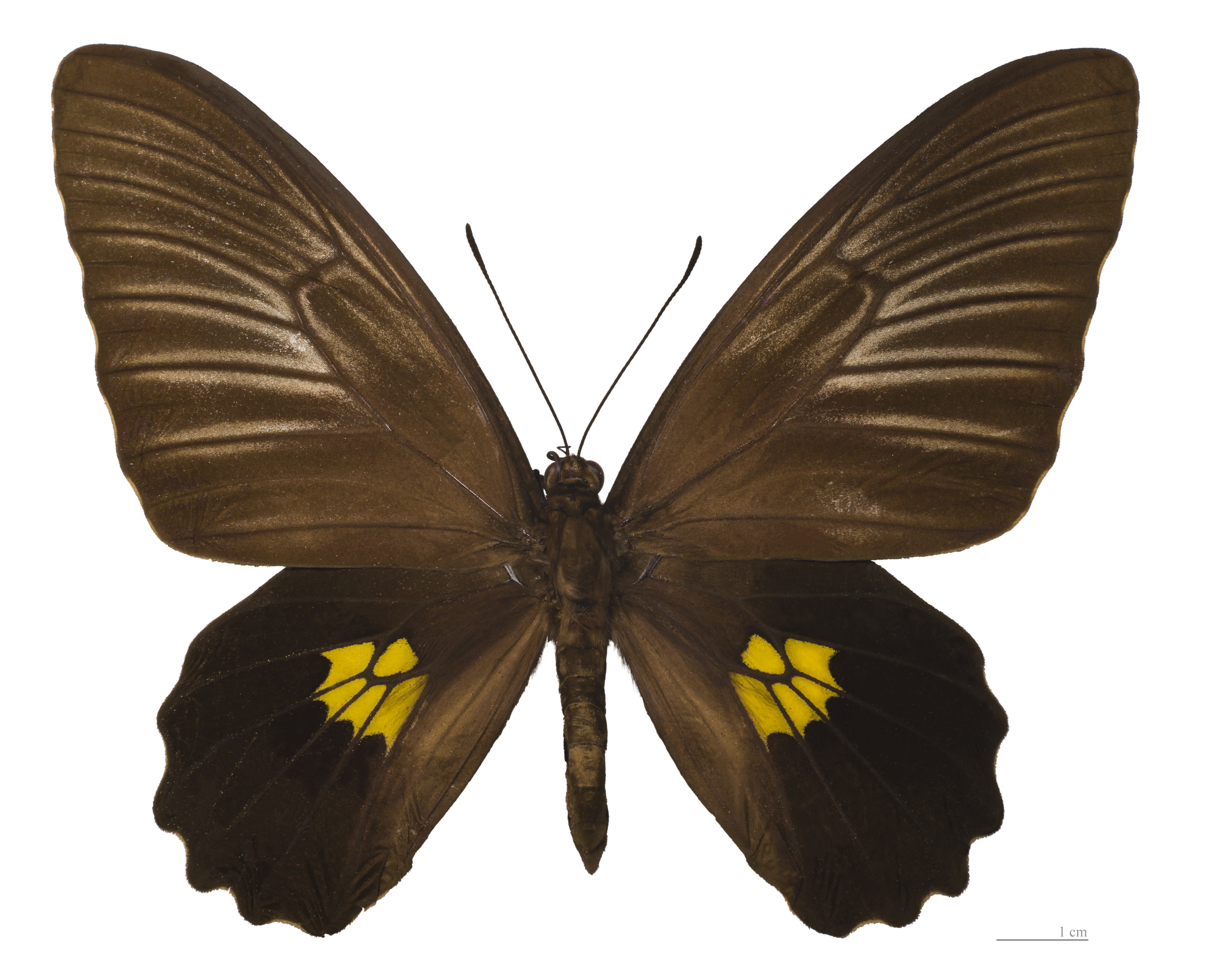
Troides staudingeri - MHNT
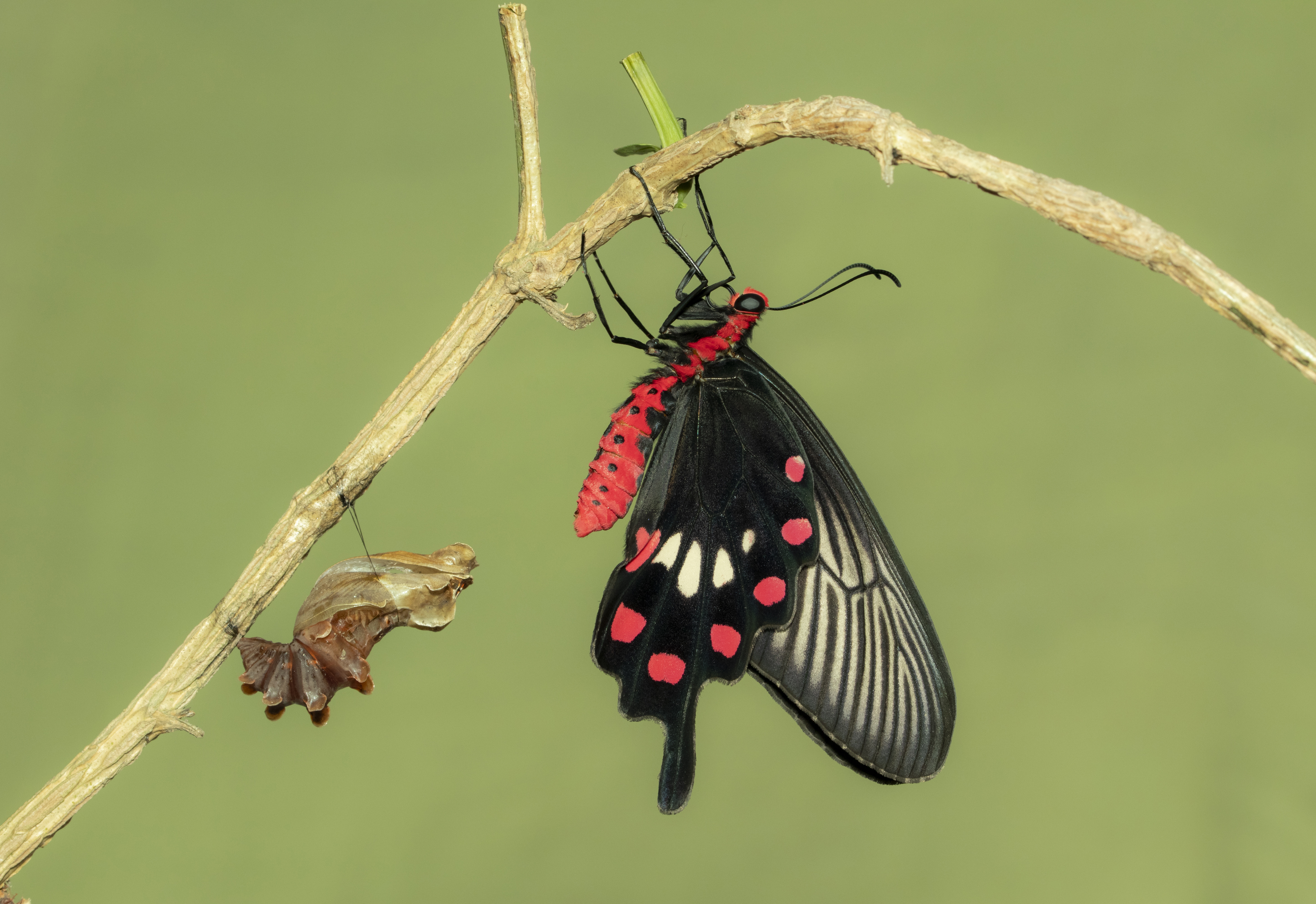
Pachliopta aristolochiae venant d'éclore.